# Wielka Lipa (Białoruś)

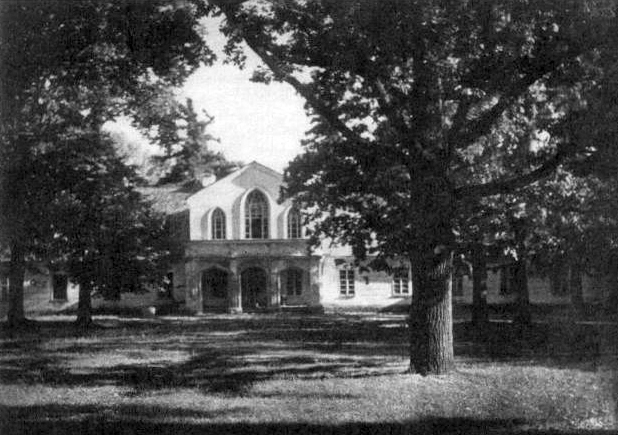
Dwór Obuchowiczów w 1911 roku

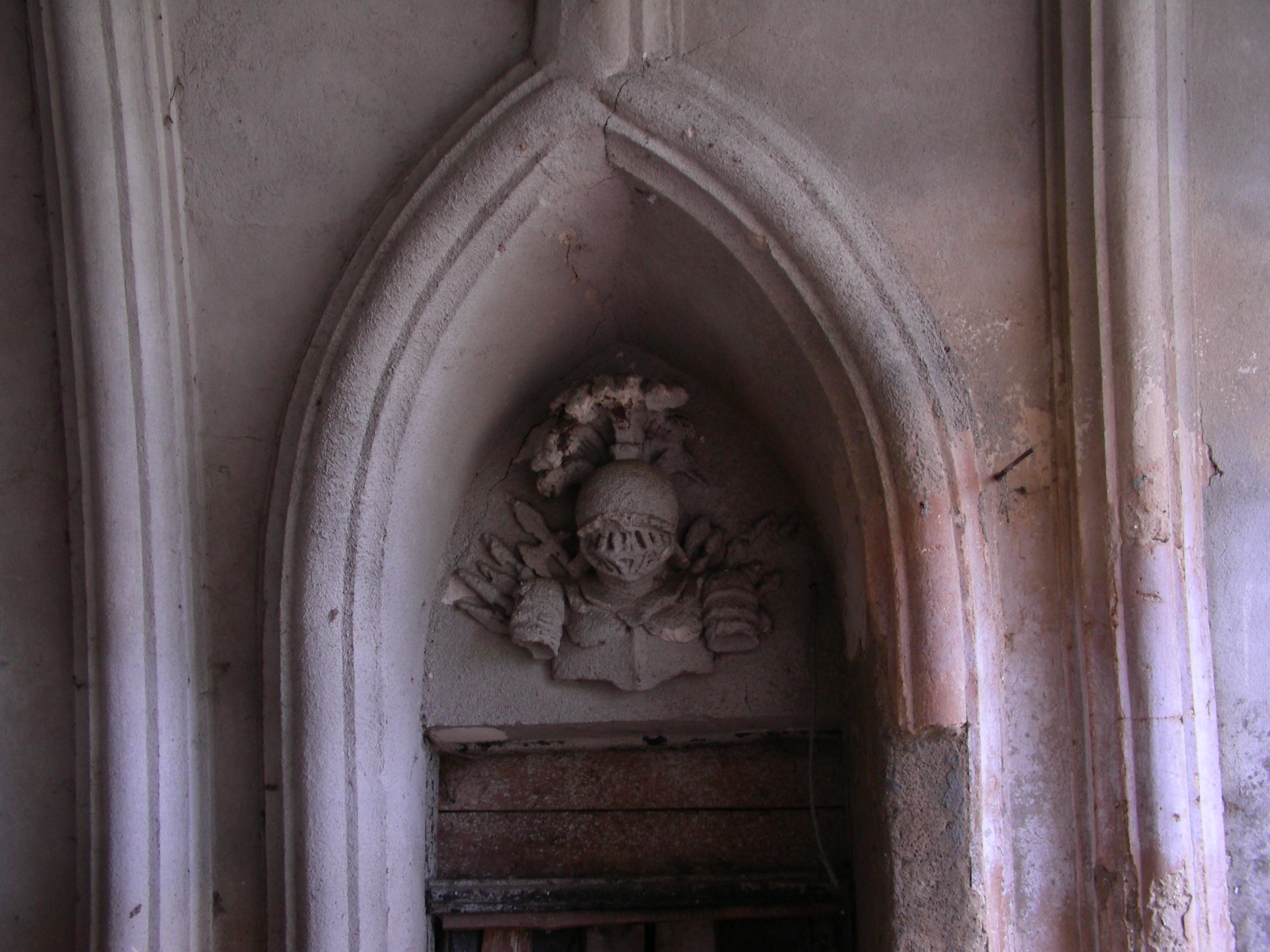
Kartusz w stajni

Wielka Lipa (biał. Вялікая Ліпа; ros. Великая Липа, hist. Lipa) – wieś na Białorusi, w rejonie nieświeskim obwodu mińskiego, około 12 km na zachód od Nieświeża.
Siedziba parafii prawosławnej pw. Opieki Matki Bożej.

## Historia
Pierwsza znana dziś wzmianka o Lipie pochodzi z 1528 roku, gdy król Zygmunt Stary potwierdził zakup majątku przez Annę Kiszkównę Radziwiłłową (aż do płotu Malewskiego). W 1558 roku dobra te zostały oddane w zastaw i wkrótce podarowane Mikołajowi Radziwiłłowi. Najprawdopodobniej w drugiej połowie XVI wieku majątek ten przeszedł w ręce rodziny Obuchowiczów herbu Jasieńczyk III, czyli „klucz rozdarty” i pozostawał w jej rękach przez prawie 400 lat, do 1939 roku. Najdawniejszym znanym przedstawicielem tej rodziny był Filip Kazimierz (zm. 1656), poseł na sejmy, wojewoda smoleński. Po nim dobra te odziedziczył jego młodszy syn Teodor Hieronim Obuchowicz (1643–1707), również poseł na sejmy, kasztelan nowogródzki. Kolejnym dziedzicem był syn Teodora Ignacy, a po nim – syn Ignacego, Józef (zm. po 1796), podwojewodzi nowogródzki, kolejnym dziedzicem był syn Józefa, Michał (po 1760–1818), kasztelan miński, uczestnik insurekcji kościuszkowskiej. Michał miał jedynie dwie córki, więc żeby Lipa pozostała w rękach rodziny Obuchowiczów, majątek otrzymał Aleksander (lub Ksawery) Obuchowicz, prawdopodobnie bratanek Michała (zm. po 1850 albo w 1826), w 1812 roku pułkownik 20 Pułku Ułanów. Po śmierci Aleksandra Lipa przeszła na własność jednej z córek Michała, Zofii Czapskiej (1797–1866). Po jej śmierci majątek powrócił do męskiej linii Obuchowiczów.
Po II rozbiorze Polski w 1793 roku Lipa, wcześniej należąca do województwa nowogródzkiego Rzeczypospolitej, znalazła się na terenie powiatu nowogródzkiego (ujezdu), który wchodził kolejno w skład guberni: słonimskiej, litewskiej, grodzieńskiej i mińskiej Imperium Rosyjskiego. Po ustabilizowaniu się granicy polsko-radzieckiej w 1921 roku Wielka Lipa wróciła do Polski, znalazła się w gminie Snów w powiecie nieświeskim województwa nowogródzkiego, od 1945 roku – w ZSRR, od 1991 roku – na terenie Republiki Białorusi.
W 2. połowie XIX wieku majątek Obuchowiczów liczył 2100 mórg. W Lipie działały 2 młyny wodne, młyn wietrzny i gorzelnia. Istniała tu kaplica katolicka, po 1863 roku przekształcona w cerkiew prawosławną, dziś po renowacji. Cerkiew ta jest historyczno-kulturalnym zabytkiem Białorusi. Do dziś istnieją tu również ruiny kaplicy grobowej z połowy XIX wieku oraz resztki cmentarza katolickiego w północno-zachodniej części wsi.
We wsi działa klub, biblioteka, sklep, stajnie, silosy zbożowe i warsztaty rzemieślnicze.
W 2009 roku w Wielkiej Lipie mieszkało 239 osób, w 2001 roku we wsi mieszkało 409 osób.

## Dwór
Według tradycji rodzinnej już Filip Kazimierz wybudował w pierwszej połowie XVII wieku murowany dwór z cegły. Z tego okresu pochodziły wały obronne, których część przetrwała do II wojny światowej. Sam dwór był dwukrotnie przebudowywany, klasycystyczny charakter zachował do początku XX wieku, kiedy został przebudowany na neogotycki pałacyk. W tej postaci przetrwał do 1939 roku, kiedy zniknął bez śladu.
Przed tą ostatnią przebudową dwór w Lipie był domem wzniesionym na planie wydłużonego prostokąta, trzynastoosiowym, przykrytym w części środkowej dachem dwuspadowym, a w częściach skrajnych – gładkim dachem trójspadowym. Na środku elewacji frontowej był ganek z daszkiem (lub trójkątnym szczytem) wspartym na czterech kolumnach. Po przebudowie podwyższono centralną część domu, tworząc piętro, ganek został zastąpiony portykiem z trzema ostrołukowymi arkadami od frontu i dwiema z boków. Wnętrze było dwutraktowe, amfiladowe.
Dom był otoczony niezbyt dużym parkiem poprzecinanym alejami. Ogród spacerowy przechodził płynnie w sady owocowe.
Dziś na miejscu dworu stoi wiejska chata, wokół stoją ruiny dawnych zabudowań: oficyna, świreń (rodzaj stodoły) i stajnie. W bramie jednej ze stajni znajdują się jedyne na Białorusi kartusze przedstawiające rycerzy.
Majątek „Lipa” został opisany w 2. tomie Dziejów rezydencji na dawnych kresach Rzeczypospolitej Romana Aftanazego.